# Martin Vaniak
Martin Vaniak (ur. 4 października 1970 w Uściu nad Łabą) – czeski piłkarz grający na pozycji bramkarza, reprezentant kraju.

## Życiorys
Przygodę z futbolem zaczynał w rodzinnym Uściu nad Łabą, gdzie trafił do pierwszego zespołu młodzieżowego. Służbę wojskową odbył na Morawach (VTJ Hodonín), gdzie później został i wyraźnie zwrócił na siebie uwagę grając w ołomunieckiej Sigmie. W 1997 roku na cztery lata odszedł do Drnovic, po czym wrócił do Sigmy. Dobrymi występami wywalczył sobie miejsce w kadrze. Debiut miał miejsce w lutym 2002 roku. Chociaż w kadrze reprezentacji wystąpił tylko 7 razy zaskoczeniem dla wielu był fakt, że Vaniak nie znalazł się wśród nominowanych na wyjazd na EURO 2004 w Portugalii, gdzie jego miejsce zajął Antonín Kinský. Pod koniec roku Vaniak został nieoficjalnym mistrzem świata w obronie rzutów wolnych.
Latem 2005 roku Vaniakowi kończyła się umowa z Sigmą. Już wówczas miał przejść do Slavii, ale strony nie doszły do porozumienia co do kontraktu. W związku z tym czech związał się na rok z greckim Panioniosem GSS. W kolejnym sezonie wrócił do Czech, gdzie reprezentował klub FK SIAD Most. Po sezonie 2006/07 umowa nie została przedłużona i Vaniak przeniósł się do praskiej Slavii. Po dwóch meczach eliminacji Ligi Mistrzów z Ajaxem Amsterdam został obwołany bohaterem, gdyż jego świetne interwencje wprowadziły Slavię do fazy grupowej tych rozgrywek. W sezonach 2007/2008 i 2008/2009 uzyskał ze Slavią tytuły mistrzowskie. W związku z tym niekiedy nazywany jest Čarodějem.
Vaniak jest członkiem Klubu ligowych bramkarzy ze stoma i więcej rozegranymi spotkaniami bez wpuszczonej bramki.